# Sibilla Aleramo

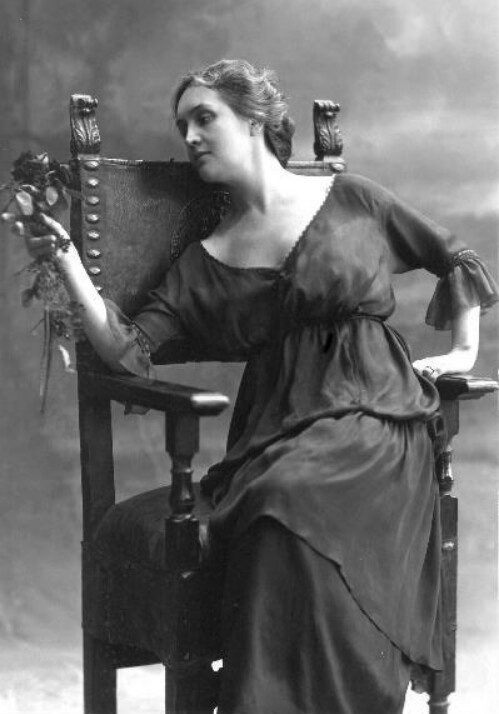
Sibilla Aleramo. Porträtt av Mario Nunes Vais.

Sibilla Aleramo (pseudonym för Marta Felicina "Rina" Faccio) född 14 augusti 1876 i Alessandria, Piemonte, död 13 januari 1960 i Rom, var en italiensk författare. 
Aleramo är numera mest ihågkommen för sin debutroman Una donna (från 1906) som har blivit något av en feministisk och futuristisk klassiker.
Rina Faccio var dotter till Ambrogio Faccio som undervisade i naturvetenskap, och Ernesta Cottino som var hemmafru. Hon hade fyra syskon. Familjen bodde i Milano tills Rina Faccio var tolv år då de flyttade till Civitanova Marche där fadern hade erbjudits jobb som direktör för markisen Sesto Ciccolinis fabrik. Fadern såg också till att hon senare fick kontorsjobb på fabriken.  
Rina Faccios uppväxt var inte lycklig: modern led av svår depression och försökte 1889 begå självmord genom att hoppa från familjens balkong. Efter några år blev hon inskriven på mentalsjukhus och dog där 1917. 1891, när Rina Faccio var femton, blev hon våldtagen av en fabriksarbetare vid namn Ulderico Pierangeli. Hon blev gravid men fick missfall. Trots detta tvingade familjen henne att gifta sig med Pierangeli för att hon skulle återfå sin heder (un matrimonio riparatore).
Hon lämnade sedan sin man och flyttade till Rom, där hon bodde med poeten Giovanni Cena och engagerade sig i den italienska feministiska rörelsen. På en kvinnokongress 1908 träffade hon Cordula (Lina) Poletti, och de ingick en relation som varade i ungefär ett år. Aleramo beskrev deras relation i romanen Il passaggio (1919).
Aleramo var del av Nathalie Clifford Barneys litterära salonger i Paris.